# Israel Finkelscherer
Israel Finkelscherer (20. Juni 1866 in Brody, Kaisertum Österreich – 6. Oktober 1942 im Ghetto Theresienstadt) war ein deutscher Rabbiner in München.

## Leben
Israel Finkelscherer war der Sohn des Lehrers Chaim Finkelscherer und dessen Frau Sara geb. Deligdisch. Er studierte von 1887 bis 1893 am Jüdisch-Theologischen Seminar in Breslau. 1893/94 studierte er an der Universität Jena und wurde dort promoviert. Der Titel seiner Dissertation lautete Moses Maimunis Stellung zum Aberglauben und zur Mystik. Von 1890 bis 1898 half Finkelscherer als Lehrer am Jüdisch-Theologisches Seminar in Breslau aus. Zum 1. Juli 1898 wurde er von der Israelitischen Kultusgemeinde München als Rabbinatsstellvertreter und Religionslehrer an den humanistischen Gymnasien in München, an der Städtischen Höheren Töchterschule sowie an der Volkshochschule angestellt.
Im Jahr 1902 heiratete Israel Finkelscherer die aus Berlin stammende Bella Lewy (1875–1943), eine Tochter seines Lehrers Israel Lewy (1841–1917). Aus dieser Ehe entstammen die beiden Söhne Herbert (1903–1942) und Bruno (1906–1943), die ebenfalls Rabbiner wurden.
Israel und Bella Finkelscherer wurden am 25. Juni 1942 von München aus in das Ghetto Theresienstadt deportiert, wo sie 1942 bzw. 1943 starben. Ihre beiden Söhne sowie die Frau von Herbert, Flora Finkelscherer geb. Mayer (1902–1942) wurden ebenfalls ermordet.